# ميكي غوركا
ميكي غوركا (بالعبرية: מיקי גורקה‏) هو مدرب كرة سلة إسرائيلي، ولد في 15 نوفمبر 1972 في إسرائيل.